# Дибровка (Новоукраинский район)
Дибро́вка (укр. Дібрівка) — село в Новомиргородской городской общине Новоукраинского района Кировоградской области Украины.
Население по составляет 169 человека. Почтовый индекс — 26021. Телефонный код — 05256. Код КОАТУУ — 3523881301.

## История
В 1946 году указом ПВС УССР село Рейментаровка переименовано в Дибровку.
До 2020 года село входило в Новомиргородский район